# Sabotsy Namatoana
Sabotsy Namatoana is een plaats en commune in het centrum van Madagaskar, behorend tot het district Ambatolampy, dat gelegen is in de regio Vakinankaratra. Tijdens een volkstelling in 2001 telde de plaats 7.730 inwoners.
De plaats biedt enkel lager onderwijs aan. 97 % van de bevolking werkt als landbouwer en 1 % houdt zich bezig met veeteelt. De belangrijkste landbouwproducten zijn rijst en aardappelen; andere belangrijke producten zijn bonen en zoete aardappelen. Verder is 1% actief in de dienstensector en heeft 1% een baan in de industrie.